# Distretto di Mejía
Il distretto di Mejía è uno dei sei distretti della provincia di Islay, in Perù. Si trova nella regione di Arequipa e si estende su una superficie di 100,78 chilometri quadrati.

Istituito il 27 gennaio 1920, ha per capitale la città di Mejía; al censimento 2005 contava 1.263 abitanti.